# Saudades de Rock
Saudades de Rock é o quinto álbum de estúdio da banda Extreme, lançado a 12 de Agosto de 2008.
É o regresso da banda que fez sucesso nos finais dos anos 80, princípios dos anos 90. É o primeiro álbum com músicas inéditas desde o último disco, Waiting for the Punchline de 1995, bem com o novo baterista Kevin Figueiredo.

## Faixas
1. "Star" (Bettencourt, Cherone) - 4:11
2. "Comfortably Dumb" (Bettencourt, Cherone) - 4:44
3. "Learn To Love" (Bettencourt, Cherone, Figueiredo) - 5:27
4. "Take Us Alive" (Bettencourt, Cherone) - 3:23
5. "Run" (Bettencourt, Cherone) - 4:41
6. "Last Hour" (Bettencourt, Cherone) - 5:37
7. "Flower Man" (Bettencourt, Cherone) - 3:54
8. "King Of The Ladies" (Bettencourt, Cherone, Anthony J. Resta, Carl Restivo) - 4:22
9. "Ghost" (Bettencourt, Cherone) - 4:58
10. "Slide" (Bettencourt, Figueiredo) - 4:35
11. "Interface" (Bettencourt) - 4:34
12. "Sunrise" (Bettencourt, Cherone, Figueiredo) - 6:14
13. "Peace (Saudade)" (Bettencourt, Cherone) - 6:37
14. "Americocaine - 1985 demo version" (Bettencourt, Cherone, Paul Mangone) - 3:39

| Críticas profissionais                                                      | Críticas profissionais |
| Avaliações da crítica                                                       | Avaliações da crítica  |
| Fonte                                                                       | Avaliação              |
| --------------------------------------------------------------------------- | ---------------------- |
| 411mania.com                                                                | [ 1 ]                  |
| allmusic                                                                    | (sem nota)             |
| Billboard                                                                   | (Positivo)             |
| Boston Herald                                                               | (Positivo)             |
| Metromix                                                                    | [ 5 ]                  |
| Type 3 Media                                                                | [ 6 ]                  |
| Esta tabela precisa de ser acompanhada por texto em prosa. Consulte o guia. |                        |

## Paradas
| Ano  | Parada             | Posição |
| ---- | ------------------ | ------- |
| 2008 | Billboard 200      | 78      |
| 2008 | Independent Albums | 9       |
| 2008 | UK Albums Chart    | 80      |

## Créditos
- Gary Cherone - Vocal
- Nuno Bettencourt - Guitarra, vocal de apoio
- Pat Badger - Baixo, vocal de apoio
- Kevin Figueiredo - Bateria, percussão